# Chronologie des moteurs Harley-Davidson

## Cylindrée des moteurs de série
Big Twin :
- Flathead : 45 ci (737 cm3)
- Knucklehead : 60 ci (983 cm3) et 74 ci (1 212 cm3)
- Panhead : 60 ci (983 cm3) et 74 ci (1 212 cm3)
- Shovelhead : 74 ci (1 212 cm3) et 82 ci (1 343 cm3)
- Evolution : 82 ci (1 343 cm3)
- Twincam : 88 ci (1 442 cm3), 95 ci (1 556 cm3), 96 ci (1 573 cm3) et 103 ci (1 687 cm3)[1]
- Milwaukee-Eight : 107 ci (1 746 cm3), 114 ci (1 868 cm3) et  117 ci (1 923 cm3)

Sportster :

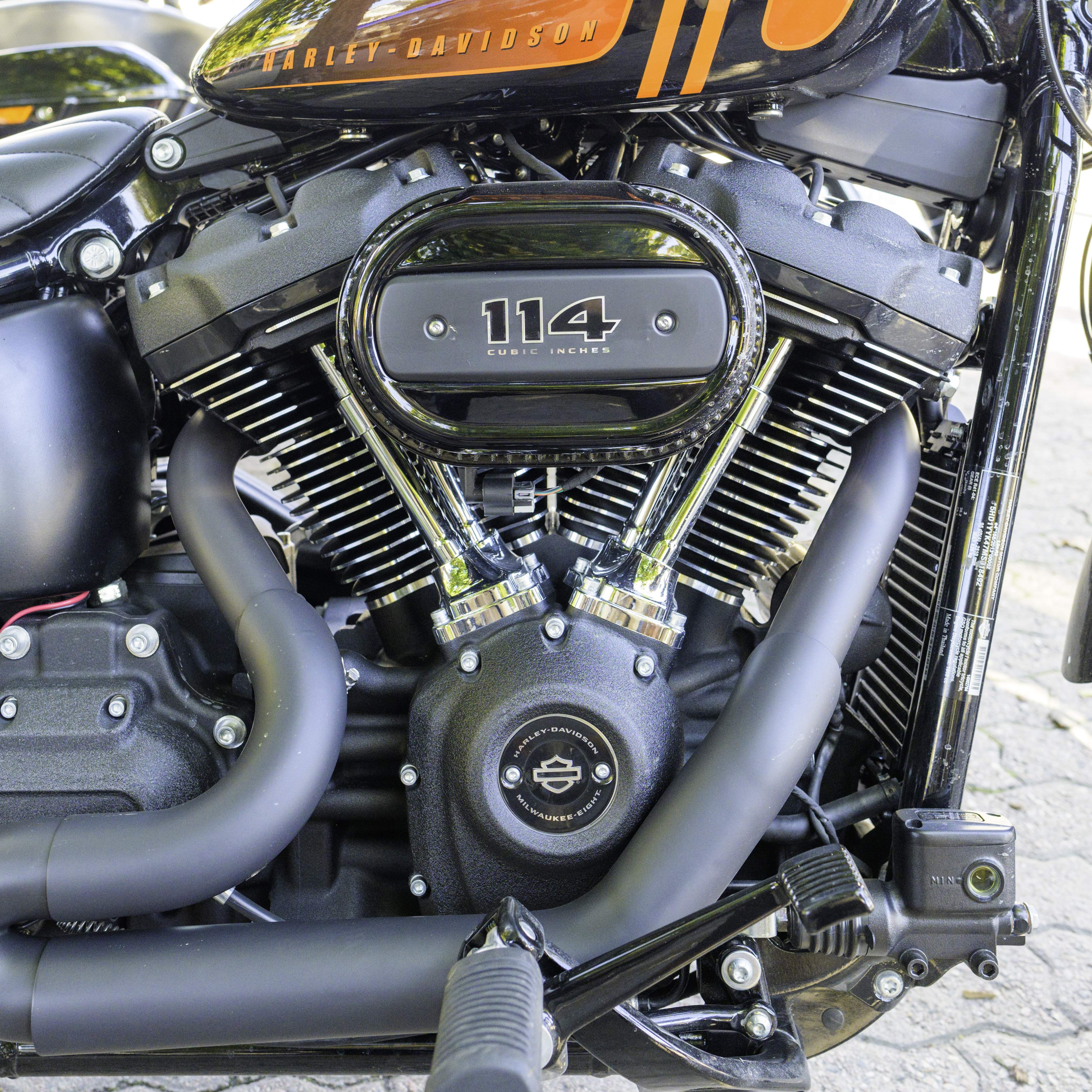
Milwaukee Eight 114

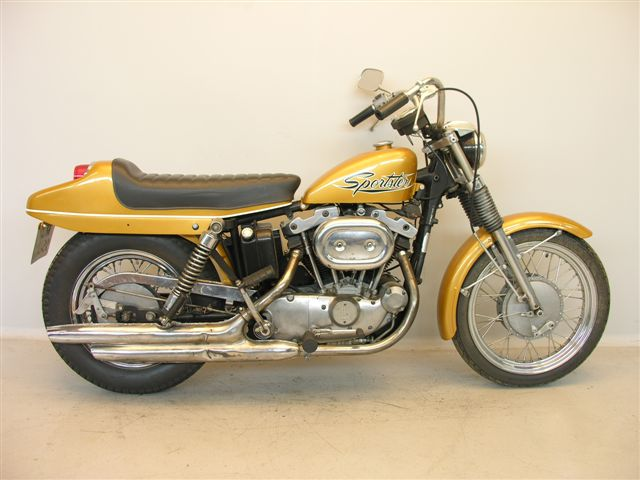
Sportster avec moteur Ironhead (1973)

- Ironhead (1967 - 1985) 883 puis 1 000 cm3
- Evolution (1986 - 2003) 883 et 1 100 cm3, puis 1 200 cm3
- Evolution II (2004 - 2006) 883 et 1 200 cm3, amélioré et monté sur silentblocs
- Evolution III (depuis 2007) 883 et 1 200 cm3 injection
- Revolution Max T (2021 - ) 1 250 cm3